# Olivier Bernard
Olivier Bernard (ur. 14 października 1979 w Paryżu) – francuski piłkarz grający na pozycji prawego obrońcy.

## Życiorys
Jest wychowankiem Olympique Lyon. W 2000 roku został piłkarzem angielskiego Newcastle United, dołączając do niego na zasadzie wolnego transferu. Od 1 marca do 1 maja 2001 przebywał na wypożyczeniu w Darlington F.C.. W rozgrywkach Premier League zadebiutował 3 listopada 2001 w wygranym 3:0 meczu z Aston Villa F.C. Do gry wszedł w 85. minucie, zastępując swojego rodaka Laurenta Roberta. 1 stycznia 2005 odszedł do Southampton F.C. Od 1 lipca 2005 do 1 sierpnia 2006 był piłkarzem szkockiego Rangers F.C., wiążąc się z nim początkowo dwuletnim kontraktem. W 2006 roku powrócił do Newcastle United, w którym po zakończeniu sezonu 2006/2007 zakończył karierę zawodniczą.